# 6365 Нікшнайдер
6365 Нікшнайдер (6365 Nickschneider) — астероїд головного поясу, відкритий 1 березня 1981 року.
Тіссеранів параметр щодо Юпітера — 3,255.